# Торсуков, Ардалион Александрович
Ардалион Александрович Торсуков (1754—1810) — российский военный и государственный деятель; генерал-майор (1796), действительный тайный советник и обер-гофмейстер (1801).

## Биография

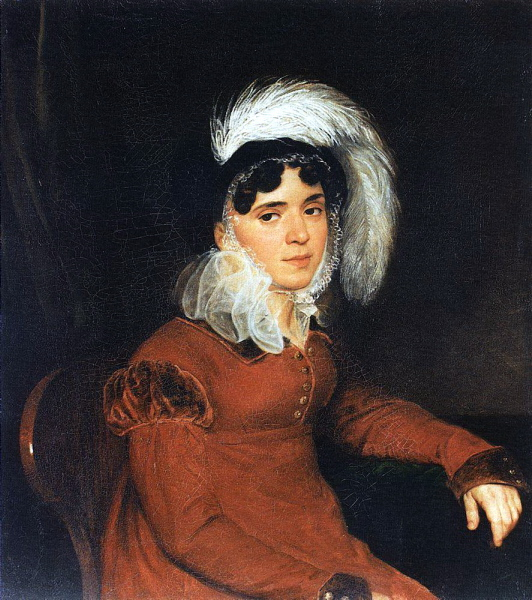
Мария Ардалионовна на портрете К. П. Брюллова (1821)

Происходил из дворянского рода Торсуковых, известного с XVII века. Родился 8 (19) октября 1754 года. Отец — генерал-майор Александр Лукич Торсуков. Сестра — Екатерина, замужем за сенатором П. И. Новосильцевым. Начал службу в Черниговском пехотном полку в 1769 году унтер-офицером, в 1775 году был произведен в прапорщики в 4-м гренадерском полку и назначен квартирменстером, с июня  1779 года состоял адъютантом у М. Ф. Каменского. Принимал участие в  русско-турецкой войне и был в сражении под Рущуком и при взятии Туртукая. В 1786 году, будучи секунд-майором Нарвского пехотного полка, переведен был капитан-поручиком в Преображенский полк.
Удачная женитьба на фрейлине Перекусихиной много содействовала служебной карьере Торсукова. В 1791 году он из Преображенского полка был выпущен в армию подполковником. С мая 1795 года в чине бригадира состоял при великом князе Константине Павловиче и обучал его военному делу. В феврале 1796 года был переведен с чином гвардии майора в Семеновский полк, с назначением его командиром, а в июне того же года произведён в генерал-майоры и вскоре уволен от командования полком.
При императоре Павле I на гражданской и придворной службе в звании шталмейстера двора. В 1801 году произведён в действительные тайные советники и в звание обер-гофмейстера Высочайшего двора назначен главным начальником Гофинтендантской конторой. С 1808 года старший обер-гофмейстер Министерства Императорского двора. Был награждён всеми российскими орденами вплоть до ордена Святого Александра Невского, пожалованного ему 1 января 1804 года.
За все время своей службы Торсуков пользовался расположением двора. При Екатерине II он получил в вечное и потомственное владение 628 душ в Волынской губернии, император Александр I его отличал, но особенно близок был он к императрице Елизавете Алексеевне, которая дарила его особенным доверием и называла его «мой верный, но печальный рыцарь на все случаи жизни».
Умер 20 сентября (2 октября) 1810 года и был похоронен на Лазаревском кладбище Александро-Невской лавры.

## Семья
Жена (с 1786) — Екатерина Васильевна Перекусихина (1772—1842), фрейлина двора, дочь сенатора В. С. Перекусихина и племянница М. С. Перекусихиной, камер-юнгферы Екатерины II. Их дочь:
- Мария (1787—1828), была замужем за статс-секретарём Александра I П. А. Кикиным. Их дочь Мария (1816—1856), замужем за князем Дмитрием Петровичем Волконским (1805—1859), сыном светлейшего князя П. М. Волконского.